# 네팔의 주
네팔의 주는 현재 네팔의 최상위 행정 구역으로, 7개 주(province)로 나뉘어 있다. 본래 사용하던 행정 구역인 개발 지구와 구를 대체하여 2015년 9월 20일에 재편되었다. 이 7개의 주 아래에는 77개의 현으로 나뉘어 있다.

## 역사
1956년 12월 23일 네팔의 행정 구역을 재건하기 위한 위원회가 구성되었으며 2주 동안 정부에 보고서가 제출되었다. 보고서에 따르면 네팔은 처음에는 총 7개의 크셰트라 (지역)라는 이름의 행정 구역으로 나뉘어 있었다. 당시의 크셰트라는 다음과 같다:
- 아룬 크셰트라
- 자낙푸르 크셰트라
- 카트만두 크셰트라
- 간다크 크셰트라
- 카필라바스투 크셰트라
- 카르날리 크셰트라
- 마하칼리 크셰트라

1962년, 모든 크셰트라가 취소되고 75개의 개발 지구로 재편되었고 그 지구는 14개의 구로 분류되었다. 1972년에 14개의 모든 구역이 4개의 개발 지구로 그룹화되었고, 1981년에 개발 지구를 다음의 5개 개발 지역으로 재배치했다.
- 동부 개발 지구
- 중부 개발 지구
- 서부 개발 지구
- 중서부 개발 지구
- 극서부 개발 지구

네팔의 주는 네팔 헌법 별표 4에 따라 형성되었으며, 7개의 주는 기존의 현을 그룹화하여 형성되었다. 각 현은 산하에 지방 행정 구역이 있다. 네팔에는 6개의 대도시, 11개의 하위 대도시, 276개의 시의회 및 460개의 마을의회가 있다.
2016년 1월 네팔 정부는 7개 주의 임시 주사무소를 발표했다. 제295조 제2항에 따르면, 각 주의 영구 명칭은 각 지방 입법부의 3분의 2의 찬성으로 결정된다.

## 주 목록
| 주             | 주도           | 주지사                    | 장관                   | 현 갯수 | 면적 (km2)  | 인구 (2011) | 인구밀도 (인구/km2) | 인간 개발 지수 | 지도 |
| -------------- | -------------- | ------------------------- | ---------------------- | ------- | ----------- | ----------- | ------------------- | -------------- | ---- |
| 코시주         | 비랏나가르     | 솜나트 아드히카리         | 셰르 단 라이           | 14      | 25,905 km2  | 4,534,943   | 175                 | 0.553          |      |
| 마데시주       | 자낙푸르       | 틸락 파리야르             | 모함마드 랄바부 라웃   | 8       | 9,661 km2   | 5,404,145   | 550                 | 0.485          |      |
| 바그마티주     | 헤타우다       | 비슈누 프라사드 프라사인  | 도르마니 포델          | 13      | 20,300 km2  | 5,529,452   | 272                 | 0.560          |      |
| 간다키주       | 포카라         | 아미크 셰르찬             | 프리트비 수바 구룽     | 11      | 21,504 km2  | 2,403,757   | 108                 | 0.567          |      |
| 룸비니주       | 데우쿠리       | 다르마나트 야다브         | 샨카르 포카렐          | 12      | 22,288 km2  | 4,499,272   | 217                 | 0.519          |      |
| 카르날리주     | 비렌드라나가르 | 고빈다 프라사드 칼라우니  | 마헨드라 바하두르 샤히 | 10      | 27,984 km2  | 1,570,418   | 49                  | 0.469          |      |
| 수두르파슈침주 | 고다와리       | 샤르밀라 쿠마리 판타      | 트릴로찬 바타          | 9       | 19,915 km2  | 2,552,517   | 130                 | 0.478          |      |
| 네팔           | 카트만두       | 대통령 비디아 데비 반다리 | 총리 KP 샤르마 올리    | 77      | 147,557 km2 | 26,494,504  | 180                 | 0.579          |      |

## 같이 보기
- 네팔의 행정 구역